# Jakub Mazůch
Jakub Mazůch (* 25. dubna 1988 Ostrava) je český profesionální tanečník, choreograf a lektor tance.

## Život
Jakub Mazůch se narodil v Ostravě a tanci se věnuje od 6 let. Za svou soutěžní kariéru se stal čtyřnásobným finalistou v latinskoamerických tancích a finalistou mistrovství světa v kategorii junior II v litevském Vilniusu v roce 2003. V následujícím roce také reprezentoval Česko na mistrovství světa v latinskoamerických tancích ve Španělsku v kategorii mládež. O několik let později se začal věnovat tanci salsa, ve kterém se stal pětinásobným mistrem Česka a také v roce 2013 mistrem Evropy. V témže roce byl se svou taneční partnerkou Michaelou Gatěkovou nominován pod hlavičkou Českého olympijského výboru na Světové hry v Kolumbii, kde vybojovali pro Česko stříbrné medaile. O měsíc později se na Tchaj-wanu konaly 1. Světové taneční hry a zde v trojkombinaci tanců salsa, bachata, merengue získali Jakub s Michaelou zlaté medaile.
Jakub Mazůch také účinkuje v Národním divadle moravskoslezském, kde je obsazován do muzikálů jako Šakalí léta, Cabaret, Sunset Boulevard, Marguarite a již přes 10 let hraje v inscenaci Donaha (Hole dupy!).
Vyučuje karibské a společenské tance. Jeho žáky jsou děti i dospělí.
Je hlavním protagonistou tanečního pořadu Rytmix na České televizi Déčko a šíří myšlenku Dance For People – tanec jednoduše a hravě mezi všechny generace.
V roce 2023 se poprvé účastnil televizní soutěže Stardance...aneb, když hvězdy tančí, kde se společně se snowboardistkou Evou Adamczykovou umístili na 2. místě. V roce 2024 se Stardance účastní podruhé po boku foodblogerky Chili Ta Thuy.